# Матам (город)
Мата́м (фр. Matam) — город на северо-востоке Сенегала, административный центр одноимённых области и департамента.

## Географическое положение
Город находится в северо-восточной части области, на левом берегу реки Сенегал, вблизи границы с Мавританией, на расстоянии приблизительно 442 километров к востоку-северо-востоку (ENE) от столицы страны Дакара. Абсолютная высота — 28 метров над уровнем моря.

## Климат
| Показатель                    | Янв. | Фев. | Март | Апр. | Май  | Июнь | Июль | Авг.  | Сен. | Окт. | Нояб. | Дек. | Год   |
| ----------------------------- | ---- | ---- | ---- | ---- | ---- | ---- | ---- | ----- | ---- | ---- | ----- | ---- | ----- |
| Средний суточный максимум, °C | 32,8 | 36,0 | 39,1 | 41,6 | 42,8 | 40,4 | 36,8 | 34,8  | 35,1 | 38,0 | 37,0  | 33,2 | 37,3  |
| Средняя температура, °C       | 24,2 | 26,8 | 29,8 | 32,6 | 34,8 | 33,8 | 31,3 | 29,8  | 29,9 | 31,2 | 28,5  | 24,8 | 29,8  |
| Средний суточный минимум, °C  | 15,5 | 17,6 | 20,5 | 23,6 | 26,8 | 27,3 | 25,7 | 24,9  | 24,7 | 24,3 | 20,1  | 16,3 | 22,3  |
| Норма осадков, мм             | 0,2  | 1,3  | 0,1  | 1,3  | 1,0  | 25,1 | 85,2 | 133,4 | 94,6 | 21,1 | 2,5   | 1,0  | 366,8 |
| Источник:                     |      |      |      |      |      |      |      |       |      |      |       |      |       |

## Население
По данным переписи 2002 года численность населения Матама составляла 14 620 человек.
Динамика численности населения города по годам:
| 1976 | 1988   | 2002   | 2010   |
| ---- | ------ | ------ | ------ |
| 9849 | 10 722 | 14 620 | 19 000 |

## Экономика
Основу экономики города составляют сельскохозяйственное производство.

## Транспорт
Ближайший аэропорт находится в городе Уро-Соги.

## Известные уроженцы
- Ньянг, Мамаду — франко-сенегальский футболист.